# Lloyd Garmadon
Lloyd Montgomery Garmadon ist ein fiktiver Charakter der computeranimierten Fernsehserien Ninjago (bis Mitte 2019 Ninjago: Meister des Spinjitzu) und Ninjago: Aufstieg der Drachen, welche von Lego produziert werden. Er wurde von den Produzenten Ninjagos, Dan und Kevin Hageman, erschaffen und trat erstmals in der ersten Staffel des Vorgängers auf, welche in Deutschland 2012 veröffentlicht wurde. Eine alternative Verkörperung Lloyds dient als Protagonist von The LEGO Ninjago Movie, ein Film, der 2017 veröffentlicht wurde.
In der Serie stellt Lloyd den Sohn des bösen Lord Garmadon dar, wird jedoch sehr bald zum Protagonisten in der Rolle des grünen Ninja, eines prophezeiten Helden, der auserwählt ist, die Insel von Ninjago zu beschützen. Er ist der Elementarmeister der Energie, wodurch er grüne Energiestrahlen auf seine Gegner schießen und einen Schild um sich erzeugen kann.

## Auftreten

### Ninjago
Sein Debüt hatte Lloyd 2012 in der ersten Staffel, in der er sich als Sohn von Lord Garmadon, der die Welt übernehmen will, vorstellt. Dann entpuppt er sich jedoch als legendär-prophezeiter grüner Ninja, welcher auserwählt ist, die Welt von Ninjago zu beschützen. Ab Staffel 8 ist er außerdem als Anführer des Ninjateams zu sehen. Ferner ist er der Neffe seines Meisters und Onkels Wu sowie Enkel des Ersten Spinjitzu-Meisters, welcher die Kampfkunst des Spinjitzu erschaffen hat. Seine Mutter ist Misako. Sie wird in der zweiten Staffel vorgestellt.
In der zweiten Staffel beginnt Lloyds Training für den ultimativen Kampf mit Garmadon. Dabei hat Garmadon jedoch eine Megawaffe, mit der er den Ninja in die Quere kommt. Zwischendurch wird er durch einen Tee zum Teenager. Die anderen Ninja müssen für ihn durch die Zeit reisen und begeben sich auf die dunkle Insel.

### Ninjago: Aufstieg der Drachen
Nachdem die 17 Welten, darunter Ninjago, miteinander verschmolzen sind, wird Lloyd zum Meister von Arin, welcher sich selbst Spinjitzu lehrte, und Sora, welche die Elementarmeisterin der Technologie ist. Zusammen bekämpfen sie eine Truppe, die sich ‚Krallen des Imperiums‘ nennt und wie Sora aus Imperium kommt, und begeben sich auf die Suche nach den anderen verschollenen Ninja. Hierbei müssen sie auch Drachen retten, da es die böse Befehlshaberin der Schurken, Kaiserin Beatrix, wegen ihrer besonderen Energie auf sie abgesehen hat.

### The LEGO Ninjago Movie
Im unkanonischen Film zur Serie ist Lloyd die Hauptfigur, während sein Vater Lord Garmadon den Antagonisten verkörpert, der versucht, Ninjago zu übernehmen. Lloyd begibt sich auf die Suche nach der ultimativen Waffe, um seinen Vater zu besiegen, verbündet sich jedoch am Ende mit ihm.

## Fähigkeiten
In der TV-Serie ist Lloyd einer der Elementarmeister, welche verschiedene "Elemente" kontrollieren können. Lloyds Elementarkraft ist die der Energie, wobei er diese Gabe auf verschiedene Arten nutzen kann, wie etwa einen grünen Strahl schießen oder einen Schutzschild hervorrufen.

## Hintergrund

### Entwicklung
Im Jahr 2009 entschied sich Lego dazu, eine Serie über Ninja mit Elementarkräften zu machen. Dabei war Lloyds Charakter erst nach den Pilotfolgen von Dan und Kevin Hageman in Planung, welche 2011 veröffentlicht wurden. Die erste Skizze von Lloyd kam vom Co-Schöpfer Tommy Andreasen. Mit der Serie wurden auch Minifiguren und Sets veröffentlicht.
Die Serie wurde bis zur zehnten Staffel von WilFilm ApS animiert, welche anschließend von WildBrain Studios abgelöst wurde. Ab der achten Staffel wurde das Charakterdesign des Films für die Ninja verwendet.

### Synchronsprecher
In der deutschen Fassung spricht Christian Zeiger Lloyd in allen Staffeln und im Film. In der Originalfassung wird er bis zur siebten Staffel von Jillian Michaels vertont, im Film übernahm dies der Schauspieler Dave Franco. Ab der achten Staffel leiht ihm Sam Vincent im Englischen die Stimme.

### Episoden
1. ↑  Ninjago, Staffel 8, Episode 3: „Die Oni und die Drachen“
2. ↑  Ninjago, Staffel 2, Episode 7: „Lloyds Mutter Misako“
3. ↑  Ninjago, Staffel 2, Episode 5: „Wieder jung!“
4. ↑  Ninjago, Staffel 3, Episode 7: „Die Ninja im Weltall“